# Borci (Serbia)
Borci (cyr. Борци) – wieś w Serbii, w okręgu szumadijskim, w gminie Rača. W 2011 roku liczyła 319 mieszkańców.